# Program koszycki
Program koszycki, oficjalnie Koszycki Program Rządowy (słow. Košický vládny program) z 5 kwietnia 1945 – deklaracja programowa rządu Czechosłowacji, utworzonego wcześniej (w marcu 1945) w Moskwie z komunistycznym wicepremierem Klementem Gottwaldem, zapowiadająca utworzenie wspólnego państwa dwóch równoprawnych narodów: Czechów i Słowaków. Program ten zaprzeczał popularnej wcześniej w niektórych kręgach, szczególnie w Czechach, koncepcji czechosłowakizmu, zakładającej istnienie jednego narodu czechosłowackiego.
Program koszycki deklarował także wprowadzenie w nowym państwie ustroju „demokratyczno-ludowego” z ZSRR jako najważniejszym partnerem i sojusznikiem, konfiskatę mienia kolaborantów i zdrajców oraz (w artykule VIII) zamiar usunięcia z terytorium kraju Węgrów i Niemców, przybyłych tu po układzie monachijskim z 30 września 1938.